# Hankinson (North Dakota)
Hankinson ist eine Kleinstadt (mit dem Status „City“) im Richland County im US-amerikanischen Bundesstaat North Dakota. Das U.S. Census Bureau hat bei der Volkszählung 2020 eine Einwohnerzahl von 921 ermittelt.

## Geografie
Hankinson liegt im Südosten North Dakotas, unweit des Schnittpunktes der drei Staaten North Dakota, South Dakota und Minnesota. Die geografischen Koordinaten von Hankinson sind 46°04′11″ nördlicher Breite und 96°54′06″ westlicher Länge. Das Stadtgebiet erstreckt sich über eine Fläche von 4,12 km².
Benachbarte Orte von Hankinson sind Mooreton (24,2 km nördlich), Fairmount (24,7 km östlich), Lidgerwood (21 km westlich) und Mantador (18,2 km nordwestlich). Rund 15 km südlich beginnt das Gebiet der überwiegend im benachbarten South Dakota liegenden Lake Traverse Indian Reservation der Sisseton Wahpeton Oyate, einer Untergruppe der Dakota.
Die nächstgelegenen größeren Städte sind Fargo in (103 km nördlich), Duluth in Minnesota am Oberen See (430 km ostnordöstlich), Minneapolis in Minnesota (336 km ostsüdöstlich), Sioux Falls in South Dakota (305 km südlich) und North Dakotas Hauptstadt Bismarck (403 km westnordwestlich).

## Verkehr

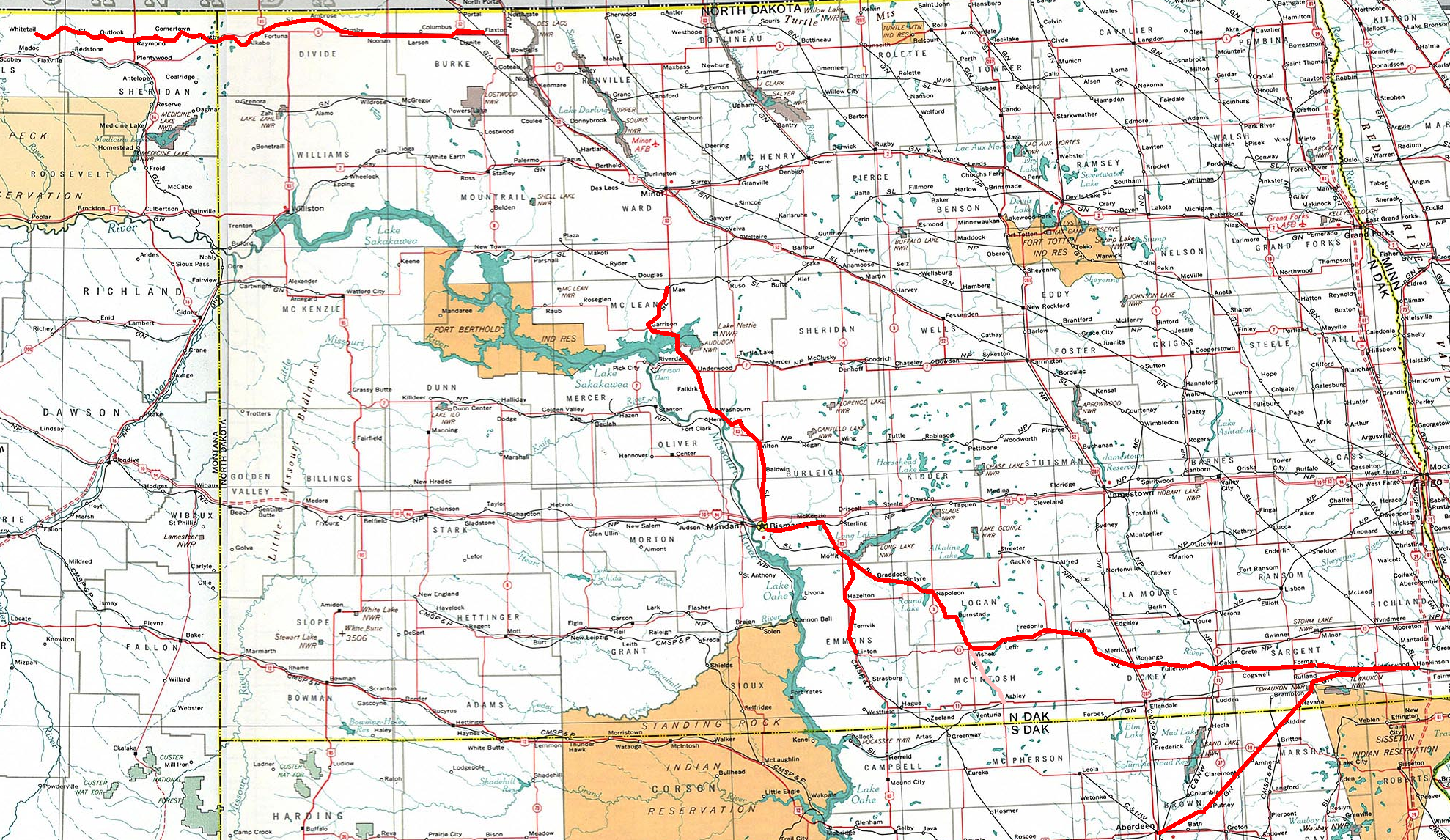
Netz der DMVW-Railroad

Etwa drei Kilometer westlich von Hankinson verläuft die Interstate 29, die von Kansas City in Missouri nach Winnipeg in der kanadischen Provinz Manitoba führt. Der North Dakota Highway 11 führt als wichtigste Straße durch das Stadtgebiet von Hankinson. Alle weiteren Straßen sind untergeordnete Landstraßen, teils unbefestigte Fahrwege sowie innerörtliche Verbindungsstraßen.
In Hankinson befindet sich der östliche Endpunkt des Netzes der Dakota, Missouri Valley and Western Railroad (DMVW), einer regionalen Eisenbahngesellschaft in North Dakota.
Die nächsten größeren Flughäfen sind der Hector International Airport in Fargo (105 km nördlich), der Minneapolis-Saint Paul International Airport (360 km ostsüdöstlich) und der Sioux Falls Regional Airport (301 km südlich).

## Demografische Daten
Nach der Volkszählung im Jahr 2010 lebten in Hankinson 919 Menschen in 406 Haushalten. Die Bevölkerungsdichte betrug 223,1 Einwohner pro Quadratkilometer. In den 406 Haushalten lebten statistisch je 2,12 Personen.
Ethnisch betrachtet setzte sich die Bevölkerung zusammen aus 93,8 Prozent Weißen, 3,7 Prozent amerikanischen Ureinwohnern, 0,1 Prozent (eine Person) Polynesiern sowie 0,5 Prozent aus anderen ethnischen Gruppen; 1,8 Prozent stammten von zwei oder mehr Ethnien ab. Unabhängig von der ethnischen Zugehörigkeit waren 2,8 Prozent der Bevölkerung spanischer oder lateinamerikanischer Abstammung.
20,6 Prozent der Bevölkerung waren unter 18 Jahre alt, 52,6 Prozent waren zwischen 18 und 64 und 26,8 Prozent waren 65 Jahre oder älter. 50,3 Prozent der Bevölkerung war weiblich.

Das mittlere jährliche Einkommen eines Haushalts lag bei 44.464 USD. Das Pro-Kopf-Einkommen betrug 23.264 USD. 13,4 Prozent der Einwohner lebten unterhalb der Armutsgrenze.